# Hotel Kalifornia
Hotel Kalifornia è l'ottavo album in studio del gruppo musicale statunitense Hollywood Undead, pubblicato nel 2022.

## Tracce
1. Chaos – 3:02
2. World War Me – 3:10
3. Ruin My Life – 3:03
4. Hourglass – 2:43
5. Go to War – 2:46
6. Alone at the Top – 3:45
7. Wild in These Streets – 3:24
8. Dangerous – 3:24
9. Lion Eyes – 2:58
10. Trap God – 3:04
11. Happy When I Die – 2:32
12. Reclaim – 3:14
13. City of the Dead – 2:53
14. Alright – 3:29

## Formazione
Hollywood Undead
- Jorel "J-Dog" Decker – voce, chitarra, basso, tastiera, programmazioni
- Dylan "Funny Man" Alvarez – voce
- George "Johnny 3 Tears" Ragan – voce, basso
- Jordon "Charlie Scene" Terrell – voce, chitarra
- Daniel "Danny" Murillo – voce, tastiera, chitarra, basso

Altri musicisti
- Greg Garman – batteria